# Erika Tymrak
Erika Leigh Tymrak (* 7. August 1991 in Detroit, Michigan) ist eine US-amerikanische Fußballspielerin. Sie ist seit April 2024 Vertragsspielerin des Tampa Bay Sun FC, der ab August in der USL Super League, eine professionelle US-Frauenfußballliga, an den Start gehen wird.

## Karriere

### Vereine
Als Schülerin besuchte Tymrak von 2005 bis 2009 das Edison Academic Center in Bradenton und spielte für dessen Frauen-Fußballmannschaft, die Eagles. In dieser Zeit spielte sie auch für die renommierte IMG Soccer Academy im selben Ort, die in der Saison 2008 mit einer Bradenton Athletics genannten Mannschaft an der W-League teilnahm. Als Studentin der University of Florida in Gainesville bestritt sie für das Sport-Team, die Gators, mit denen sie 2009 den Ligatitel in der Southeastern Conference gewann, in vier Spielzeiten 95 Meisterschaftsspiele, in den ihr 32 Tore gelangen.
Im Januar 2013 wurde Tymrak beim College-Draft zur neugegründeten NWSL in der zweiten Runde an elfter Position vom FC Kansas City verpflichtet. Ihr Ligadebüt gab sie am 13. April 2013 (1. Spieltag) beim 1:1-Unentschieden im Heimspiel gegen den Portland Thorns FC, als Tymrak in der 81. Minute für Kristie Mewis eingewechselt wurde. Am 6. Juni 2013 (9. Spieltag) erzielte Tymrak bei der Niederlage im Auswärtsspiel gegen Portland mit dem Anschlusstreffer zum 3:4-Endstand in der 81. Minute ihr erstes Tor in der NWSL. Tymrak, die mit dem FC Kansas City das Halbfinale der NWSL-Playoffs erreichte, beendete die Saison mit sechs Toren und vier Vorlagen in 21 Ligaspielen. Tymrak wurde in ihrer ersten Saison in der NWSL mehrmals geehrt: als „NWSL-Spielerin der Woche“, als „NWSL-Spielerin des Monats“ im Juli 2013, als Mitglied der zweiten Allstar-Mannschaft „NWSL 2nd XI“, und als „Rookie of the Year“.
Über ein Leihgeschäft gelangte sie gemeinsam mit ihrer Vereinskollegin Bianca Henninger zur Saison 2013/14 zum deutschen Bundesligisten FC Bayern München. Beim 1:1 am 7. September 2013 (1. Spieltag) im Auswärtsspiel gegen den VfL Wolfsburg kam sie zu ihrem Bundesligadebüt, als sie für Laura Feiersinger in der 70. Minute eingewechselt wurde. Ihre ersten Pflichtspieltore erzielte sie am 29. September 2013 in der 2. Runde des DFB-Pokals beim 7:0-Sieg beim TSV Crailsheim mit den Treffern zum 2:0 in der 12. und dem 4:0 in der 30. Minute.
Mit Ablauf der Leihfrist zum Jahresende 2013 endete für Tymrak die Spielzeit beim FC Bayern. Gemeinsam mit Bianca Henninger kehrte sie in die Vereinigten Staaten zurück. Mit dem FC Kansas City gewann sie am 31. August 2014 das Finale um die US-amerikanische Meisterschaft mit 2:1 gegen den Seattle Reign FC. Mit Beginn der Spielzeit 2018 gehört sie dem Utah Royals FC an, dem die Franchise-Rechte des im November 2017 aufgelösten FC Kansas City übertragen wurden. Nach 30 Punktspielen in zwei Spielzeiten beendete sie ihre Karriere. Im Februar 2021 kehrte sie auf das Spielfeld zurück und schloss sich dem US-amerikanischen Erstligisten Orlando Pride an. Für den Verein erzielte sie in den Spielzeiten 2021 bis 2023 zwei Tore in 48 Punktspielen in der NWSL.
Nach drei Monaten ohne Verein, schloss sie sich am 23. April 2024 dem Tampa Bay Sun FC an, mit dem sie im August 2024 den Spielbetrieb in der USL Super League aufnehmen wird.

### Nationalmannschaft
Tymrak spielte für die U17- und die U23-Nationalmannschaft der Vereinigten Staaten. Sie gehörte dem Kader der U17-Nationalmannschaft an, die vom 29. Januar bis 2. Februar 2008 in Neuseeland am Future Stars Tournament teilnahm. Ihr Debüt gab sie am 31. Januar 2008 beim 5:0-Sieg gegen die Auswahl Neuseelands; gegen die Auswahl Australiens und Deutschlands kam sie nicht zum Einsatz.
Tymrak bestritt des Weiteren vier Länderspiele in der Qualifikation zur U-17-Weltmeisterschaft: 6:0-Sieg gegen die Auswahl Costa Ricas am 18., 9:1-Sieg gegen die Auswahl Trinidads & Tobago am 22., 1:0-Sieg gegen die Auswahl Mexikos am 24. und 4:1-Sieg gegen die Auswahl Costa Ricas (1 Tor) am 27. Juli 2008.
Bei der vom 28. Oktober bis 16. November 2008 in Neuseeland ausgetragenen U-17-Weltmeisterschaft bestritt sie das erste Gruppenspiel sowie das Viertel- und Halbfinale, in denen sie jeweils durch Einwechslung zum Einsatz kam. Am 17. Juni 2011 debütierte sie in der U-23-Auswahlmannschaft, die gegen die Auswahl Norwegens mit 2:3 verlor, zudem kam sie im März 2014 im Rahmen des Sechs-Nationen-Turniers in La Manga zu drei weiteren Einsätzen in der U-23.
Ihr Debüt in der A-Nationalmannschaft gab Tymrak am 3. September 2013 in Washington beim 7:0-Sieg im Test-Länderspiel gegen die Auswahl Mexikos. Ihr erstes Länderspieltor erzielte sie am 10. November 2013 zum 4:1-Endstand gegen Brasilien.

## Erfolge
- Zweiter der U17-Weltmeisterschaft 2008
- US-amerikanischer Meister 2014, 2015
- Australischer Meister 2017